# Roger Faller
Pour les articles homonymes, voir Faller.
Roger Faller, de son vrai nom Roger Ménanteau, né le 22 février 1918 à  La-Flotte-en-Ré et mort le 1er mars 1999 dans la même commune, est un écrivain de langue française, spécialisé dans le roman policier et d'espionnage.
Il a aussi écrit sous les pseudonymes de  Roger Vaneyre, F.A. Whaler,  F.A. Wheeler, Jacques Rivaler, Roger Noval, Roger Nova, Henri Nova, Henry Nova, Roger Henri-Nova, Roger Valière, Henri Grival, Roger Whaler.

### Nouvelles
Six nouvelles sont publiées en revue (entre 1950 et 1965 dans Mystère magazine et Le Saint détective magazine) :
Dans Mystère magazine :
Signées Roger Ménanteau :
- 34 : Méfiance (1950)
- 41 : Confiance (1951)

Signées Roger Faller :
- 191 : Le Car de dix-huit heures (1963)
- 206 : Ne plus revoir Claudine (1965)

Dans Le Saint détective magazine, signées Roger Ménanteau :
- 23 : Je finirai par le croire (1957)
- 39 : Responsabilité totale (1958)

Sous les pseudonymes Roger Vaneyre, Henri Nova, Henry Nova, Roger Noval, Roger Nova et Jacques Rivaler, quarante-huit nouvelles sont publiées (au format 32 pages) en collection Mon roman policier, Éditions Ferenczi & fils entre 1954 et 1958 :
Signées Roger Vaneyre :
- 341 : Par contumace… (1954)
- 348 : Toujours Spadaro… (1954)
- 357 : Meurtres en silence (1955)
- 362 : Vingt Minutes d’entracte (1955)
- 371 : Quatre Trous dans un cercueil (1955)
- 377 : Un bon 45 (1955)
- 392 : Le plus simplement du monde (1955)
- 399 : Un aller pour Marseille (1955)
- 432 : C’est peinard (1956)
- 446 : On danse "chez Louidé" (1956)
- 453 : Le Mort clandestin (1956)
- 460 : Des cadavres dans le couloir (1957)
- 480 : Tous des menteurs (1957)
- 502 : Suicides au village (1957)
- 508 : Un beau cliché (1958)
- 518 : Belle Performance (1958)
- 523 : La Soirée de Beinheim (1958)
- 540 : Cinq Ans de prison (1958)
- 545 : Transport spécial (1958)

Signées Henri Nova :
- 384 : Et merci m’sieur Sanders (1955)
- 413 : Bravo m’sieur Sanders (1956)
- 529 : Drôle de réveillon (1958)
- 535 : Service à domicile (1958)
- 543 : Indiscrétion assurée (1958)

Signée Henry Nova :
- 488 : Cette bonne tante (1957)

Signées Roger Noval :
- 440 : On a tiré dans le parc (1956)
- 469 : Dans la poche (1957)

Signées Roger Nova :
- 495 : Venant de Tanger (1957)
- 521 : Rendez-vous à Maillot (1958)

Signées Jacques Rivaler :
- 360 : Une enquête signée Bichard (1955)
- 367 : Monsieur Paul couchait en ville (1955)
- 387 : Le Plus Grand des hasards (1955)
- 401 : Le "Viking" n’est pas parti (1955)
- 405 : De l’aspirine pour le gendarme… (1956)
- 438 : Betty… or not Betty (1956)
- 443 : Visites nocturnes (1956)
- 450 : Méfiez-vous du gaz (1956)
- 457 : Pas de cadavre (1957)
- 462 : L'Habitué du vendredi (1957)
- 470 : La Morte de "l’Alisée" (1957)
- 479 : Coup de sirène pour Carli (1957)
- 492 : Trois Coups de feu sous la fenêtre (1957)
- 498 : Des alibis… à la pelle (1957)
- 504 : À n’y rien comprendre (1957)
- 509 : De la faute à personne (1958)
- 542 : Ligne de tir (1958)
- 546 : Ballets autour d’une ombre (1958)
- 552 : Témoins mineurs (1958)

### Romans
Sous le pseudo Roger Valière (1954-1956, collection La Frégate, Éditions Maison de la bonne presse), on recense trois romans :
- 98 : Bris de vitres (1954)
- 107 : Deux Morts au bridge (1955)
- 124 : La Chance qu’on m’a donnée (1956)

Puis, édités par Ferenczi & fils mais dans la collection Police et Mystère, sont publiées sept courts romans (au format 64 pages) entre 1955 et 1958 sous les pseudos Roger Noval, Henri Nova et F.A. Wheeler :
Signés Roger Noval :
- 87 : Prenez garde à la signature (1955)
- 96 : Pavillons en banlieue (1956)
- 113 : Travaux d’aiguille (1958)

Signés Henri Nova :
- 98 : Qui est Mario ? (1956)
- 108 : Fric-frac chez Gloria (1958)
- 116 : Pas pour dames seules (1958)

Signé F.A Wheeler :
- 132 : Assurances tous risques (1958)

Sous le pseudo Henri Grival, aux Éditions de Lutèce, dans la Collection Série noire et rose, on retrouve un roman, se trouvant au sein du recueil Pas de soleil pour les truands (d’un point de vue éditorial, le livre est un véritable collage de six textes, romans ou nouvelles, chacun avec sa couverture et sa pagination propre) :
- 27 : Et ces dollars… Victor… ? (1956)

Ménanteau a publié sous le pseudo F.A. Whaler (1957-1958), dans la collection Le verrou, Éditions Ferenczi & fils, quatre courts romans :
Policier :
- 161 : Marche funèbre en Ré (1957)
- 174 : L’Étrange Peretti (1957)

Espionnage :
- 185 : Contre toute attente (1958)
- 193 : Dossier Espadon (1958)

Sous les pseudos Henri Nova puis Roger Henri-Nova, Ménanteau enchaine romans policiers et d’espionnage dans la collection Feux Rouges aux Éditions Ferenczi & fils (1958-1960) :
Espionnage :
- 1 : Banco sur le titre (1958)
- 17 : Sursis pour un bavard (1959)
- 35 : La Belle Oseille (1959)
- 43 : Valise pour Prague (1960)
- 49 : La Fête au Roxy (1960)

Policier :
- 4 : Témoin capital (1958)
- 30 : Deux Trous dans le cuir (1959)
- 48 : Pour cause d’inventaire (1960)

De 1960 à 1962, Ménanteau publie aux Presses de la Cité. Sous le nom de Roger Faller, utilisé pour la première fois en 1960, sont publiés quatre romans d’espionnage. Il publie aussi quatre romans policiers, signés quant à eux Roger Henri-Nova :
Collection Espionnage :
- 66 : Transit temporaire (1960)
- 79 : Tirage illimité (1961)
- 103 : « Birk contrôle » (1961)
- 139 : Carburation X (1962)

Collection Mystère :
- 548 : Mise en Seine (1960)
- 555 : Un dur de la feuille (1961)
- 606 : Le Maléfice du doute (1962)
- 635 : Fugue en Ré (1962)

On retrouve un roman pour enfants, publié sous le pseudo Roger Whaler en 1962 aux éditions Fleurus, dans la collection Mission sans borne :
- Vacances en terre de soif (1962)

À partir de 1963, jusque 1984, Ménanteau publie exclusivement au Fleuve Noir sous le nom de Roger Faller :
Collection Espionnage, entre 1963 et 1975 :
- 358 : Ondes de choc (1963)
- 396 : Double Top (1963)
- 439 : Chèque en rouge (1964)
- 451 : Quai 5 (1964)
- 483 : Contact ! (1965)
- 499 : Alertes au sol (1965)
- 540 : Exportation interdite (1966)
- 570 : Point d’orgue (1966)
- 602 : Müntplatz, 39 (1967)
- 636 : Jeu nul (1967)
- 667 : Dossier Sini (1968)
- 702 : Retour payé (1968)
- 753 : Pleins Risques (1969)
- 820 : Passage protégé (1970)
- 912 : Ultime Recours (1971)
- 933 : Cartes sous table (1972)
- 1034 : Sous-sol majeur (1973)
- 1052 : L’Arme du diable (1973)
- 1191 : De plein fouet (1975)
- 1212 : Post mortem (1975)

Collection Spécial Police, entre 1963 et 1984 :
- 362 : Dernière Solution (1963)
- 379 : Plainte contre X (1963)
- 398 : Dolce Vista (1964)
- 407 : Quatre Heures au poste (1964)
- 452 : Témoignage (1965)
- 487 : Un si léger sommeil (1965)
- 526 : Intérêts composés (1966)
- 545 : La Vérité pour finir (1966)
- 580 : La Place du mort (1967)
- 610 : Complaisances (1967)
- 647 : Par comble d’infortune (1968)
- 693 : Le Pavé de l’ours (1968)
- 750 : Les Mauvais Cas (1969)
- 765 : La Gueule du loup (1969)
- 806 : Incident de parcours (1970)
- 840 : Le Mauvais Bain (1970)
- 865 : Le Passage du bac (1971)
- 896 : Comme mars en carême (1971)
- 1028 : Pourquoi, Nathalie ? (1973)
- 1075 : Éternelle Reconnaissance (1973)
- 1104 : La Chose jugée (1974)
- 1119 : La Main lourde (1974)
- 1185 : Le Vent du boulet (1975)
- 1256 : L’Ordre des choses (1976)
- 1267 : Les Pires Conséquences (1976)
- 1281 : Le Ciel m’est témoin (1976)
- 1301 : La Triste Figure (1976)
- 1338 : Le Bon Droit (1977)
- 1352 : S’il n’en reste qu’une (1977)
- 1364 : En fin de comptes (1977)
- 1376 : Le Ringard (1977)
- 1419 : Le Marché en main (1978)
- 1433 : Un signalé service (1978)
- 1445 : La Berlure (1978)
- 1453 : La Bonne Parole (1979)
- 1472 : De prime abord (1979)
- 1510 : Le Peu qui reste… (1979)
- 1543 : Le Droit de suite (1980)
- 1559 : La Mort du pêcheur (1980)
- 1602 : Le Linge sale (1980)
- 1637 : Le Coup de pied de l’âne (1981)
- 1658 : Le Champ libre (1981)
- 1664 : Feux verts (1981)
- 1704 : Le Goût du pain (1982)
- 1726 : La Vie de palaces (1982)
- 1748 : Le Petit Grain (1982)
- 1779 : La Démarche (1983)
- 1812 : La Dérive (1983)
- 1846 : L’or en branches… (1984)

### Adaptations radiophoniques
Plusieurs romans de Roger Faller ont été adaptés en pièces radiophoniques pour l'émission Les Maîtres du mystère (qui a changé plusieurs fois de titre) :
- Un si léger sommeil (1ère diffusion dans L’heure du mystère : 22 février 1966).
- Intérêts composés (1ère diffusion dans L’heure du mystère : 25 octobre 1966).
- Pour cause d’alibi, d’après son roman La vérité pour finir (1ère diffusion dans L’heure du mystère : 31 janvier 1967).
- Dans l’intérêt des familles (1ère diffusion dans L’heure du mystère : 6 juin 1967).
- Dernière solution : la mort (1ère diffusion dans L’heure du mystère : 2 juillet 1968).
- Délit de fuite (1ère diffusion dans Les mystères de l’été : 17 septembre 1968).
- Le pavé de l’ours (1ère diffusion dans L’heure du mystère : 29 avril 1969).
- Dans le bain (adaptation d’une œuvre de Roger Faller par Miklos Konkoly, 1ère diffusion dans L’heure du mystère : 27 janvier 1970).
- Une si [douce] drôle de femme (1ère diffusion dans L’heure du mystère : 10 mars 1970).
- Incident de parcours (1ère diffusion dans L’heure du mystère : 22 décembre 1970).
- Le mauvais bain (1ère diffusion dans L’heure du mystère : 25 mai 1971).
- Le passage du bac (1ère diffusion dans L’heure du mystère : 11 janvier 1972).
- La personne en question (1ère diffusion dans L’heure du mystère : 28 mars 1972).